# Kralingen-Crooswijk
Kralingen-Crooswijk est un arrondissement de la commune néerlandaise de Rotterdam, dans la province de Hollande-Méridionale. Il est issu de la fusion de l'ancienne commune de Kralingen et du quartier de Crooswijk. Les facultés d'économie et d'études sociales de l'université Érasme de Rotterdam y sont situées. Au 1er janvier 2017, sa population s'élevait à 53 535 habitants.

## Quartiers
L'arrondissement est composée de cinq quartiers :
- Kralingen
- Crooswijk
- Rubroek
- Struisenburg
- De Esch

## Personnalités liées à l'arrondissement
- Les peintres Adriaen van der Werff (1659-1722) et son frère, Pieter van der Werff (1665-1722), sont nés à Kralingen.
- La kickboxeuse Amira Tahri y est née.